# Міжнародний інститут менеджменту
Бізнес-школа МІМ, Міжнародний інститут менеджменту, (англ. MIM Business School, International Management Institute) — перша бізнес-школа системної управлінської освіти в Україні та на території колишнього СРСР (заснована у 1989 році). Її створення ініціював український філософ та діяч Богдан Гаврилишин. Має акредитації АМВА (Association of MBA`s), CEEMAN IQA (International Quality Accreditation), МОН (Міністерство освіти і науки України), наразі[коли?] триває процес отримання акредитації AACSB. Входить до 5% кращих бізнес-шкіл світу за рейтингом Eduniversal. Об’єднує 7-тисячну спільноту випускників.
Президент інституту — Тихомирова Ірина Олегівна. 

## Портфель програм
Портфель програм Бізнес-школи МІМ складається з середньострокових програм pre-MBA та довгострокових МВА, Senior Executive МВА, DBA (Doctor of Business Administration). 
Програми pre-MBA (7 місяців):
- Бізнес
- Лідерство
- Бізнес-аналіз

Програма МВА триває 23 місяці, як і Senior Executive МВА. 
Диплом МВА від МІМ – єдиний в Україні має одразу дві міжнародні акредитації: IQA від CEEMAN (Асоціація розвитку менеджменту в країнах Центральної та Східної Європи) та AMBA (Асоціація МВА).
За версією світового рейтингу EDUNIVERSAL «BEST MASTERS RANKING 2021», МВА Бізнес-школи МІМ увійшла до топ-12 програм Executive MBA Східної Європи.
Бізнес-школа має потужні зв'язки з корпоративним світом. Співпраця не обмежується окремими програмами, адже передбачає участь керівництва компаній-партнерів у закритих заходах, консалтинг, дослідження тощо.

## Історія
У 1989 суспільний діяч Богдан Гаврилишин ініціював заснування Міжнародного інституту менеджменту (МІМ-Київ) — першої в Україні бізнес-школи. Це було спільне підприємство Міжнародного інституту менеджменту в Женеві (пізніше IMD, Швейцарія) та Інституту економіки Академії наук України.
1990: У співпраці з кращими світовими бізнес-школами МІМ відкриває програму МВА у повній відповідності до міжнародних стандартів бізнес-освіти. Перший випуск – 29 магістрів бізнес-адміністрування. 
1993: Стає членом Європейської фундації розвитку менеджменту (EFMD) – провідної світової інституції в сфері бізнес-освіти.
1995: Починає використовувати в програмі МВА розробки провідних бізнес-шкіл світу з комп’ютерної симуляції реалізації стратегії компанії.
1997: МІМ стає членом Асоціації розвитку менеджменту в країнах з динамічними суспільствами (CEEMAN) та отримує державну акредитацію та ліцензію Міністерства освіти України.
2000: Відкриває спеціальні навчальні програми для корпоративних партнерів.
2001: Відкриває лінійку Pre-МВА – середньострокових програм з розвитку управлінського персоналу.
2002: Створює міжнародний Центр інноваційних навчальних технологій спільно з Carnegie Mellon University (США).
2004: МІМ першим в регіоні отримує Міжнародну акредитацію якості IQA асоціації CEEMAN та відкриває програму для нового покоління CEO та власників компаній – Senior Executive MBA.
2007: Вперше організовує міжнародне стажування в Азії. В цьому ж році МІМ стає ексклюзивним партнером провідної бізнес-школи світу IMD (Швейцарія) у проєкті «Щорічний рейтинг конкурентоспроможності країн світу», завдяки чому Україна вперше була включена до рейтингу.
2009: Відкриває спеціалізовану програму МВА «Сучасний менеджмент в охороні здоров’я» в партнерстві з провідними медичними інституціями Канади.
2010: Відкриває унікальну дослідницьку програму підготовки докторів бізнес-
адміністрування DBA – найвищого визнаного у світі професійного ступеня еліти бізнесу.
2011: Вперше в СНД впроваджує дистанційне навчання в режимі реального часу з використанням відеозв’язку формату Full HD на базі технології CISCO Telepresence.
2013: Розвиває співпрацю з Інститутом стратегії та конкурентоздатності Гарвардської бізнес-школи та стає членом мережі Мікроекономіка конкурентоздатності. 
Відповідний гарвардський курс стає доступним для слухачів МІМ.
2014: Укладає угоду про співпрацю з Вищою школою Адізеса, США (Adizes Graduate School). 
2015: 
- Отримує міжнародну акредитацію AMBA (Association of MBAs), завдяки чому долучається до спільноти 5% кращих бізнес-шкіл світу.
- Стає членом однієї з найпрестижніших асоціацій з розвитку університетських бізнес-шкіл – AACSB International.
- Вперше організовує міжнародне стажування в Африці.
- Започатковує МВА-РА програму підготовки управлінців нового покоління для державного сектору України – Generation.ua.
- Стає членом Балтійської асоціації розвитку менеджменту Baltic Management Development Association (BMDA), підсилюючи свій вплив на регіональний ринок бізнес-освіти.

2016: Вперше серед бізнес-шкіл країн Східного Партнерства отримує відзнаку 4 Palmes of Excellence (категорія «Top business school with significant international influence») за версією світового рейтингу Eduniversal. 
2017: У співпраці з видавництвом BookChef започатковує серію книг про бізнес «Бізнес-школа МІМ рекомендує».
2018: Корпоративна програма МІМ та «Донбасенерго» перемагає у світовому конкурсі корпоративного партнерства Асоціації МВА. 
Цього ж року МІМ розширює портфель бізнес-симуляцій у співпраці з Harvard Business School Publishing (США) та ALEAS Simulations (США).
2019: До свого 30-річчя МІМ разом з партнерами відкриває майданчик для глобальної дискусії про майбутнє в Україні – Форум Facing the Future. Спікери форуму – світові експерти та лідери думок (хедлайнер - Ю.Н. Харарі). У цьому ж році Ірина Тихомирова, Президент МІМ, перемогла у номінації CEEMAN "Управління" і стала кращим керівником бізнес-школи року. 
У 2019 році МІМ посилює співпрацю з управлінцями державного сектору, організовує програми для НБУ, Офісів підтримки реформ, Міністерства оборони України.
2020: Впроваджує технологію навчання «HyFlex» (частина слухачів перебуває в аудиторії, а інші приєднуються до групи в режимі онлайн). 
У травні цього року стартувала онлайн-програма GNR.NEXT, реалізована в партнерстві з Гаріком Корогодським. Мета програми - підготовка нового покоління лідерів заради соціального розвитку країни. Це була швидка відповідь Бізнес-школи МІМ на нову COVID-реальність.
2021: Відкриває освітні програми в Таджикистані, мета яких – розвиток бізнес-освіти в Центральній Азії.